# 中井猛
中井 猛（なかい たけし、1947年1月3日 - ）は、日本の音楽プロデューサー。音楽事務所・ヒップランドミュージックの創業者で現在は同社取締役会長。

## 略歴
大阪府大阪市出身。大阪市立西天満小学校、菅南中学校、同志社香里高を経て 昭和44年同志社大学商学部卒業。同志社大学在学中からギターの演奏者として活動。。

### 渡辺プロ時代
1969年（昭和44年）、渡辺プロダクション（ナベプロ）入社。同期にアミューズ創業者で現会長の大里洋吉などがいる。
制作部で番組制作、マネージャー、プロデューサーを務めた。
1976年渡辺プロダクション内にロックセクションであるNONSTOPを立ち上げ、スターキングデリシャス、ゴンチチ、アン・ルイス、太田裕美、山下久美子、大沢誉志幸、PINK等を輩出。

### ヒップランドミュージック時代
1988年（昭和63年）、独立しヒップランドミュージックを設立。代表取締役社長就任（後に取締役会長就任）。
1989年（平成元年）、スペシャの設立に伴い、取締役エグゼクティブプロデューサーに就任。
1993年（平成5年）株式会社セップ（ミュージックビデオ制作会社）を設立し、代表取締役社長に就任。
伊藤忠商事常務執行役員の篠木廣幸が役員になったので結局ヒップランドの代表権をはずして2000年（平成12年）6月、(株)スペースシャワーネットワーク代表取締役社長に就任。
2009年（平成21年）にヒップランドミュージックコーポレーション取締役会長に就任。2011年（平成23年）にスペースシャワーネットワーク相談役に就任。